# 奧辛格拉本河
49°05′32″N 10°46′12″E / 49.09218°N 10.76995°E
奧辛格拉本河是德國的河流，位於該國東南部，由巴伐利亞負責管轄，屬於阿爾特米爾河的左支流，河道全長1.9公里，發源自貢岑豪森。